# Acytolepis hermagoras
Acytolepis hermagoras är en fjärilsart som beskrevs av Hans Fruhstorfer 1910. Acytolepis hermagoras ingår i släktet Acytolepis och familjen juvelvingar. Inga underarter finns listade i Catalogue of Life.